# Kolbeinn Flosason
Kolbeinn Flosason (n. 1020) fue un caudillo vikingo y lögsögumaður de Islandia entre 1066 y 1071. Según el cronista Ari fróði en Íslendingabók tomó su cargo al mismo tiempo que Haroldo II de Inglaterra perdió su trono.
La figura histórica de Kolbeinn ha sido discutida entre historiadores, pues existen dos teorías. Una de ellas le emplazan como bóndi de los Svínfellingar y lo relacionan con la sobrina de Flosi Þórðarson, Kolbeinn hijo de Flosi, hijo de Hildigunn Starkaðardóttir y Kári Sölmundarson, el vikingo protagonista de la tercera parte de la saga de Njál y protagonista principal de la más larga y cruenta venganza de las sagas nórdicas tras la muerte de Njáll Þorgeirsson y su familia. Es probable que el autor de la saga de Njál tuviese más interés en resaltar la descendencia de Kári.
Sin embargo la cita de Íslendingabók, «hijo de Flosi» es ambigua y abre una segunda opción, como hijo del mismo Flosi Þórðarson, Kolbeinn nacido hacia el año 1000 que sería una opción también coherente.
Otras fuentes lo vinculan directamente con el clan Vallverjar.
La saga Ljósvetninga señala que Kolbeinn murió en Fljótshverfi y que su viuda trasladó su cadáver a Rauðilækur, en Öræfasveit, una cita que refuerza el argumento de la existencia de una iglesia en Svínfellingar.
Otras fuentes minoritarias optan por una tercera vía de un residente en Landsveit, cuya hija fue la esposa de Sæmundur fróði Sigfússon.